# Vanda Juknaitė
Vanda Juknaitė (ur. 28 listopada 1949(dts) w Papiliai w rejonie rakiszeckim) – litewska pisarka, dramaturżka, eseistka.

## Życiorys
Juknaitė ukończyła studia z zakresu języka i literatury na Uniwersytecie Wileńskim. Początkowo uczyła w konwersatorium w Kłajpedzie, a od 1975 na Litewskim Uniwersytecie Nauk Edukacyjnych. Zajmowała się tematyką pedagogiki społecznej, w tym dziećmi niepełnosprawnymi i bezdomnymi.
W 1983 zadebiutowała książką Ugniaspalvė lapė. W 2002 wydała Išsiduosi. Balsu: esė, pokalbiai, która po polsku ukazała się jako Zdradzi mnie głos. Książka mierzy się z problemami transformacyjnymi Litwy po upadku komunizmu, przedstawiając wywiady z niepełnosprawnymi lub opuszczonymi dziećmi. W 2008 otrzymała Litewską Narodową Nagrodą Ministerstwa Kultury za osiągnięcia w sztuce, kulturze i przyczynianiu się do większego zrozumienia litewskiego dziedzictwa za granicą.
Mieszka w Wilnie. Jej twórczość tłumaczona jest na angielski, łotewski, polski, rosyjski, szwedzki i niemiecki. Na polski tłumaczyły ją m.in. Małgorzata Kasner, Alicja Rybałko i Zuzanna Mrozikowa.